# Анталь, Гергей
Гергей Анталь (венг. Antal Gergely; род. 20 марта 1985, Будапешт) — венгерский шахматист, гроссмейстер (2011). Двукратный победитель командного чемпионата Венгрии в составе клуба «Мишкольц», чемпион Венгрии и США среди студентов, победитель юношеского (до 18 лет) командного чемпионата Европы 2003 года в составе сборной Венгрии.

## Спортивная карьера
Гергей Анталь становился чемпионом Венгрии среди мальчиков в нескольких возрастных категориях во второй половине 1990-х годов, в 1995 году заняв также 4-е место на чемпионате Европы среди мальчиков в возрасте до 10 лет. К началу XXI века он был одним из сильнейших молодых венгерских игроков, в 2000 году получив звание международного мастера. В 2001 году Анталь разделил первое место в чемпионате Венгрии в возрастной категории до 16 лет, а на чемпионате Европы в этой же группе разделил 3—7 места. В дальнейшем он дважды становился призёром чемпионатов Венгрии в возрасте до 20 лет. В 2000, 2002 и 2003 годах Анталь в составе сборной Венгрии принимал участие в командном юношеском чемпионате Европы (до 18 лет), в последний год завоевав с командой золотые медали и показав лучший результат на второй доске. В эти же годы, выступая за клуб «Мишкольц», он дважды (в сезонах 1999/2000 и 2000/2001) становился победителем командного чемпионата Венгрии.
В 2006 году Анталь разделил первое место в студенческом чемпионате Венгрии, а в августе 2009 года, во время учёбы в Техасском технологическом университете, где его тренером была Жужа Полгар, стал чемпионом США среди студентов. В 2010 году Анталь, к этому времени окончивший университет со степенью по экономике, завоевал на турнире в Будапеште свой третий гроссмейстерский балл и получил звание гроссмейстера.

## Таблица результатов
| Год  | Город    | Турнир                     | + | − | = | Результат | Место  |
| ---- | -------- | -------------------------- | - | - | - | --------- | ------ |
| 2002 | Будапешт | 1st Saturday GM 2002       | 5 | 0 | 6 | 8 из 11   | [ 9 ]  |
| 2008 | Оберварт | 30th Open Oberwart group A | 5 | 0 | 4 | 7 из 9    | [ 10 ] |
| 2010 | Будапешт | First Saturday GM Oct 2010 | 6 | 1 | 2 | 7 из 9    | [ 11 ] |
|      | Лаббок   | 2010 Spice Cup Fall        | 4 | 1 | 4 | 6 из 9    | [ 12 ] |

## Изменения рейтинга
| Графики недоступны из-за технических проблем. См. информацию на Фабрикаторе и на mediawiki.org. |